# Bành Chân
Bành Chân (tiếng Trung: 彭真; bính âm: Péng Zhēn; Wade–Giles: P'eng Chen) (22 tháng 10 năm 1902–26 tháng 4 năm 1997) là một lãnh đạo của Đảng Cộng sản Trung Quốc.

## Tiểu sử
Ông gia nhập Đảng Cộng sản Trung Quốc năm 1923 và là một thành viên sáng lập Đảng bộ Cộng sản của tỉnh Sơn Tây. Bị bắt năm 1929, ông tiếp tục hoạt động ngầm khi đang ở tù. Ông được tha năm 1935 và bắt đầu tổ chức các phong trào chống sự xâm lược của Nhật Bản. Vào khoảng thời gian này, ông được bổ nhiệm làm bộ trưởng bộ Tổ chức của đảng cộng sản Trung Quốc các vùng phía Bắc. Ông được vinh danh vì nỗ lực vượt bậc trong cuộc giải phóng Bắc Kinh năm 1948 của lực lượng Cộng sản trong Nội chiến Trung Quốc.
Bành Chân là Ủy viên Bộ chính trị Đảng Cộng sản Trung Quốc, đã từng tham gia nhiều ủy ban tại trung ương và đảm nhận chức vụ Bí thư thứ hai của ủy ban trung ương Đảng phụ trách công tác chính trị và pháp lý. Ông cũng từng giữ vị trí Bí thư thứ nhất Thành ủy Bắc Kinh và Thị trưởng thành phố Bắc Kinh (1951).
Bành Chân mất ân sủng của Mao Trạch Đông trong tháng 4 năm 1966 khi ông chống lại đường lối của Mao cho rằng tất cả các dạng văn học nên ủng hộ nhà nước, nhưng ông lại sống sót và được phục hồi danh dự dưới thời Đặng Tiểu Bình. 
Sau đấy, ông trở thành Bí thư Ủy ban Chính trị Pháp luật Trung ương Đảng Cộng sản Trung Quốc (1980).
Năm 1983, ông được bầu làm Chủ tịch Ủy ban Thường vụ Đại hội Đại biểu nhân dân toàn quốc thứ 6 (1983) và đã cố gắng làm tăng ảnh hưởng của ủy ban này. Bành Chân nghỉ hưu, thôi làm lãnh đạo từ năm 1988.
Ông được xem là một trong Bát đại nguyên lão của Đảng Cộng sản Trung Quốc.